# Amazon MGM Studios
Amazon MGM Studios é uma produtora e distribuidora americana de cinema e televisão pertencente à Amazon. Seu nome atual foi adotado em 2023 quando o então Amazon Studios se fundiu a MGM Holdings controladora do estudio MGM que foi comprada no ano anterior. Amazon studios inicialmente desenvolvia programas de televisão, filmes, quadrinhos online e crowdsourced. e foi iniciado no final de 2010. O conteúdo é distribuído através da Amazon Video, serviço de vídeo sob demanda da Amazon, que é concorrente de serviços como a Netflix e a Hulu. Depois da fusão com a MGM Holdings, o agora Amazon MGM estúdios também distribui filmes no cinema.  

## Cinema e Televisão
Roteiros para televisão e cinema são apresentadas através da web. Eles são revisados e avaliado por outros leitores de uma forma crowd-source, e/ou pela equipe Amazon. Scripts podem ser apresentadas com a opção de permitir que outras pessoas modificá-las. Além disso, há um método de envio separado para escritores profissionais com regras distintas.
Amazon tem 45 dias para escolher um roteiro apresentado. Se um projeto for escolhido para o desenvolvimento, o escritor recebe US$ 10.000. Se um script desenvolvido é selecionado para distribuição como um filme de orçamento completo, o criador recebe US$ 200.000; se for selecionado para distribuição como uma série com orçamento completa, o criador recebe US$ 55.000, bem como "até 5 por cento das receitas líquidas da Amazon de brinquedo e licenciamento de roupas, outros royalties e bônus." 
Em 2008, a Amazon expandiu-se para a produção de filmes, produção do filme The Stolen Child com a 20th Century Fox. Em julho de 2015, a Amazon anunciou que tinha contratado Spike Lee, para o desenvolvimento do seu primeiro filme original Chi-Raq.
Amazon Studios tinha recebido mais de 10.000 apresentações característica de roteiro a partir de setembro de 2012 e, 2.700 pilotos de televisão em março de 2013. 23 filmes e 26 séries de televisão estão em desenvolvimento ativo a partir de março de 2013.

## Comics
Primeiro e único comic desenvolvido pela Amazon Studio foi Blackburn Burrow lançado em 2012 como um download gratuito. Ele continha um levantamento permitindo pela Amazon para coletar feedback para determinar se valia a pena fazer os quadrinhos. O levantamento foi incentivado com um certificado de presente da Amazon.